# Love, Lust, Faith and Dreams
Love, Lust, Faith and Dreams (estilizado como Love Lust Faith + Dreams) —en español: Amor, lujuria, fe y sueños— es el nombre del cuarto álbum de estudio de la banda 30 Seconds to Mars, lanzado bajo el sello de EMI y Virgin Records. Tras estrenar el primer sencillo «Up in the Air» en el despegue del SpaceX CRS-2 mediante la Expedición 35, Jared Leto, vocalista de la banda, publicó la carátula del álbum mediante su web oficial y la lista oficial de los temas.

## Antecedentes
En abril de 2012, la revista Rolling Stone anunció un artículo relevante sobre un nuevo proyecto musical de 30 Seconds to Mars, hablando de un futuro lanzamiento en LP. De acuerdo con dicho artículo, el 27 de abril del mismo año la banda en su transmisión de VyRT confirmó un nuevo tema llamado «Witness» y afirmó la noticia sobre el lanzamiento de un nuevo álbum y no fue hasta el 18 de marzo de 2013 cuando la banda anunció la fecha en que se estrenaría el álbum y mostró el listado de temas que contendría la edición normal del CD.

## Composición
En términos de la composición musical, el álbum fue considerado como un notable alejamiento de los trabajos anteriores de la banda. En contraste con sus discos anteriores, los cuales fueron compuestos mayormente por géneros como rock industrial y hard rock, Love, Lust, Faith and Dreams incluye una amplia gama de géneros musicales tales como el pop rock, alternativo y variantes sonidos techno.
El álbum está dividido en varios segmentos, de acuerdo al título del mismo, Amor abarca los temas «Birth» y «Conquistador», mientras que la parte de Lujuria anuda a los temas «Up in the Air», «City of Angels», «The Race» y «End of All Days», la sección de Fe incluye los temas «Pyres of Varanasi», «Bright Lights» y finaliza con «Do or Die», para dar fin al álbum, cierra con la parte Sueños que es introducida por «Convergence», «Northern Lights» y el álbum cierra con «Depuis Le Début», sin embargo en versiones extendidas el álbum cierra con «Night of the Hunter». El álbum es remezclado con sonidos techno y pop que se asemejan a sonidos espaciales y celebrantes, los cuales representan los interludios de cada sección del álbum.

### Grabación
La grabación de Love, Lust, Faith and Dreams comenzó en abril de 2012, en el estudio The LAB en Los Ángeles, California.
En septiembre de 2012, "The Summit", creó un evento donde los aficionados a la banda, estaban invitados a contribuir con las voces de coro para las pistas del álbum, anteriormente se usó la mista táctica para las voces corales de This is War en 2009.

### Diseño
El arte del álbum fue diseñado por el artista británico Damien Hirst en su galería de 2011 llamada Gloss-on-Canvas. La pintura es parte de la galería de Hirst e intitulada como «Sectores monocromáticos de Primaria, Secundaria y Terciaria de Aro colorido, Centro Oscuro».

## Promoción

### Sencillos

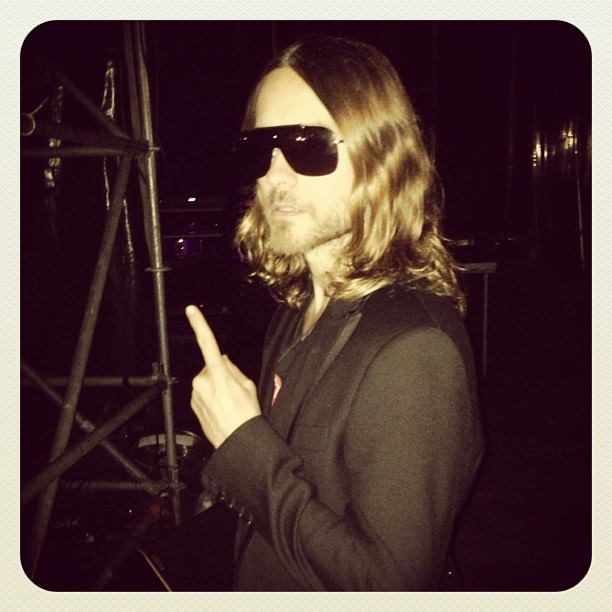
Jared Leto en Sopron, Hungría durante el Volt Festival en julio de 2013.

«Up in the Air» se realizó en la Estación Espacial Internacional, arriba de un cohete “Falcon 9″ de la compañía SpaceX, la canción despegó el 4 de marzo de 2013 desde el Complejo de Lanzamiento Espacial en Cabo Cañaveral. El vídeo fue rodado en Los Ángeles, California entre el siete y nueve de febrero de 2013 bajo dirección del vocalista Jared Leto, el rodaje del videoclip aunado un casting los días siete y ocho del mismo mes, publicando en el sitio oficial de la banda el llamado al casting, mismo que contenía una lista de caracterizas a llevar para así poder participar en el vídeo. Las escenas incorporan cameos de la gimnasta McKayla Maroney y de la bailarina de neo-burlesque Dita Von Teese.
«Do or Die» fue lanzado como sencillo promocional del álbum, el primero de julio de 2013, «Do or Die» produjo un vídeo musical el cual fue dirigido por el vocalista Jared Leto.
Las escenas incorporan vídeos del Love, Lust, Faith and Dreams Tour, misma gira que promueve el álbum.

### Love, Lust, Faith and Dreams Tour
La gira musical para la promoción de Love, Lust, Faith and Dreams comenzó el 5 de junio de 2013 en Polonia, durante el festival de conciertos llamado Impact Festival. La gira dio su desarrollo visitando eventos importantes como el Rock am Ring, Download Festival y el ITunes Festival, dando como resultado 66 conciertos alrededor del mundo, pues la banda se embarcó en conciertos dados en Europa, Asia, Norteamérica, Oceanía y en Latinoamérica cubriendo el festival Rock in Rio en Río de Janeiro, Brasil.

## Desempeño comercial
Love, Lust, Faith and Dreams contó con buena recepción comercial en sus primeras semanas, posicionándose en el puesto número seis de la lista estadounidense Billboard 200. Según el conteo OCC, el álbum logró colocarse en el lugar número uno en Reino Unido, esto gracias a sus ventas físicas y digitales. Love, Lust, Faith and Dreams volvió al chart con el puesto número seis en el conteo español PROMUSICAE, volviendo a marcar tendencia en el continente europeo.

## Problemas legales con Virgin Records
Tras la demanda hecha por la firma musical Virgin Records, según declaraciones, la banda se negó a grabar un tercer álbum por el cual se habían comprometido en la firma de un contrato oficial. En 2008 la demanda fue anulada tras una serie de negociaciones, por lo cual se lanzó el álbum This Is War como parte del contrato, tiempo después el vocalista Jared Leto declaró «ha llegado el momento de hacer la paz, para avanzar y comenzar de nuevo» texto extraído de la carta enviada a EMI, por lo cual se lanzó Love, Lust, Faith and Dreams como un retorno y reencuentro de interés comercial entre la banda y Virgin Records.

## Lista de canciones
- Edición estándar

| Love, Lust, Faith and Dreams |                     |          |  |
| N.º                          | Título              | Duración |  |
| 1.                           | «Birth»             | 02:07    |  |
| 2.                           | «Conquistador»      | 03:12    |  |
| 3.                           | «Up in the Air»     | 04:35    |  |
| 4.                           | «City of Angels»    | 05:02    |  |
| 5.                           | «The Race»          | 03:40    |  |
| 6.                           | «End of All Days»   | 04:51    |  |
| 7.                           | «Pyres of Varanasi» | 03:12    |  |
| 8.                           | «Bright Lights»     | 04:46    |  |
| 9.                           | «Do or Die»         | 04:07    |  |
| 10.                          | «Convergence»       | 01:59    |  |
| 11.                          | «Northern Lights»   | 04:44    |  |
| 12.                          | «Depuis Le Début»   | 02:33    |  |

- Edición de lujo

| Love, Lust, Faith and Dreams (Deluxe version para Japón) |                       |          |  |
| N.º                                                      | Título                | Duración |  |
| 13.                                                      | «Night of the Hunter» | 06:28    |  |

| Love, Lust, Faith and Dreams (Deluxe DVD version) |                                     |          |  |
| N.º                                               | Título                              | Duración |  |
| 1.                                                | «Mars 300: Tribus Centum Numerarae» |          |  |
| 2.                                                | «Middle East»                       |          |  |
| 3.                                                | «Paris»                             |          |  |

## Posicionamiento en listas y certificación
| País           | Lista            | Mejor Posición |
| -------------- | ---------------- | -------------- |
| Reino Unido    | OCC              | 1              |
| Estados Unidos | US Billboard 200 | 6              |
| España         | PROMUSICAE       | 6              |

## Historial de lanzamientos
| Región         | Fecha              | Formato              | Ref.          |
| -------------- | ------------------ | -------------------- | ------------- |
| Australia      | 17 de mayo de 2013 | CD, descarga digital | [ 27 ]        |
| Alemania       | 17 de mayo de 2013 | CD, descarga digital | [ 28 ]        |
| Italia         | 17 de mayo de 2013 | CD, descarga digital | [ 29 ]        |
| Reino Unido    | 20 de mayo de 2013 | CD, descarga digital | [ 30 ]        |
| Estados Unidos | 21 de mayo de 2013 | CD, descarga digital | [ 31 ] [ 32 ] |
| México         | 21 de mayo de 2013 | CD, descarga digital | [ 33 ]        |